# Test Drive: Eve of Destruction
Test Drive: Eve of Destruction lub Driven to Destruction – gra komputerowa z 2004 roku z serii Test Drive, autorstwa studia Monster Games.

## Rozgrywka
Test Drive: Eve of Destruction skoncentrowana jest na tytułowej destrukcji. Przypomina ona Destruction Derby. Po raz pierwszy w historii Test Drive’a zastosowano pełny model zniszczeń. W grze głównym wyzwaniem jest tryb kariery. Trasy znane z poprzednich odsłon Test Drive’a zostały zastąpione odcinkami na nierównym podłożu. Wyścigi można rozegrać m.in. na terenie kamieniołomu i złomowiska. Na początku gry w trybie kariery gracz ma ograniczone środki finansowe. Każdy z pojazdów ma charakterystyczne dla siebie cechy. Prócz trybu kariery dostępne są: pojedynczy wyścig, tryb „samobójcy” i tryb gry wieloosobowej, w którym morze wziąć udział do czterech graczy w jednym momencie.